# Wawrzyniec Teisseyre
Wawrzyniec Teisseyre, właśc. Karol Wawrzyniec de Teisseyre (ur. 10 sierpnia 1860 w Krakowie, zm. 2 kwietnia 1939 we Lwowie) – polski geolog, tektonik, kartograf.

## Życiorys
Pradziadek Teisseyre'a był kapitanem gwardii króla Francji Ludwika XVI, który za wierność królowi został ścięty przez jakobinów podczas rewolucji francuskiej. Wdowa po nim w 1795 przybyła do Krakowa, gdzie rodzina de Teisseyre w kolejnym pokoleniu się spolonizowała.
Wawrzyniec Teisseyre urodził się w rodzinie Henryka i Julii z Węgierskich. Naukę rozpoczął w Krakowie, następnie w latach 1871–1874 kontynuował w C.K. Gimnazjum im. Franciszka Józefa we Lwowie, potem w C.K. I Gimnazjum w Tarnopolu, gdzie zdał maturę w 1878 (w jednej klasie z nim uczyli się m.in. hr. Michał Baworowski, Jewhen Ołesnycki). W latach 1878–1883 studiował geologię i paleontologię na uniwersytecie w Wiedniu, gdzie uzyskał absolutorium. Studiował także w Akademii Górniczej w Leoben. Po uzyskaniu absolutorium najął się jako wolontariusz w Instytucie Geologicznym w Wiedniu. W roku 1885 otrzymał stopień doktora z geologii i paleontologii na uniwersytecie w Wiedniu.
Następnie został asystentem na Uniwersytecie Jagiellońskim przy Katedrze Geologii i Paleontologii. Był członkiem Komisji Fizjograficznej Polskiej Akademii Umiejętności w Krakowie. Wykonywał prace geologiczne na terenie Podola. Podjął uzupełniające studia w Szwajcarii, Niemczech i Francji. Dnia 31 lipca 1891 roku uzyskał stopień doktora habilitowanego paleontologii na Uniwersytecie Lwowskim i został na nim zatrudniony jako docent prywatny. W 1907 roku również uzyskał habilitację z geologii. W latach 1891–1895 pracował jako suplent szkoły realnej najpierw we Lwowie, a potem w Krakowie. W latach 80. XIX wieku odbył podróż naukową do środkowej Rosji, gdzie badał nowo odkryte złoża węgla. W 1909 roku został profesorem nadzwyczajnym. W latach 1919–1923 zajmował stanowisko wicedyrektora w Państwowym Instytucie Geologicznym. W 1925 roku został profesorem zwyczajnym geologii i paleontologii na Politechnice Lwowskiej. W 1933 został przeniesiony w stan spoczynku.
Zasługi prof. Teisseyre’a dla rozwoju polskiego przemysłu naftowego zostały nagrodzone 12 kwietnia 1933 członkostwem honorowym Stowarzyszenia Polskich Geologów Naftowych. W dniu 27 września 1935 na wniosek senatu Politechniki we Lwowie prezydent Ignacy Mościcki nadał mu tytuł profesora honorowego tejże Politechniki na Wydziale Inżynierii Lądowej i Wodnej. W latach 1928–1939 zasiadał w Komitecie Rzeczoznawców półpaństwowej firmy Pionier, której celem były prace poszukiwawcze złóż surowców bitumicznych w Karpatach i na Podkarpaciu.
Wawrzyniec Teisseyre miał trzech synów: Stanisława, Henryka i Andrzeja.
Pochowany został na cmentarzu Łyczakowskim we Lwowie.

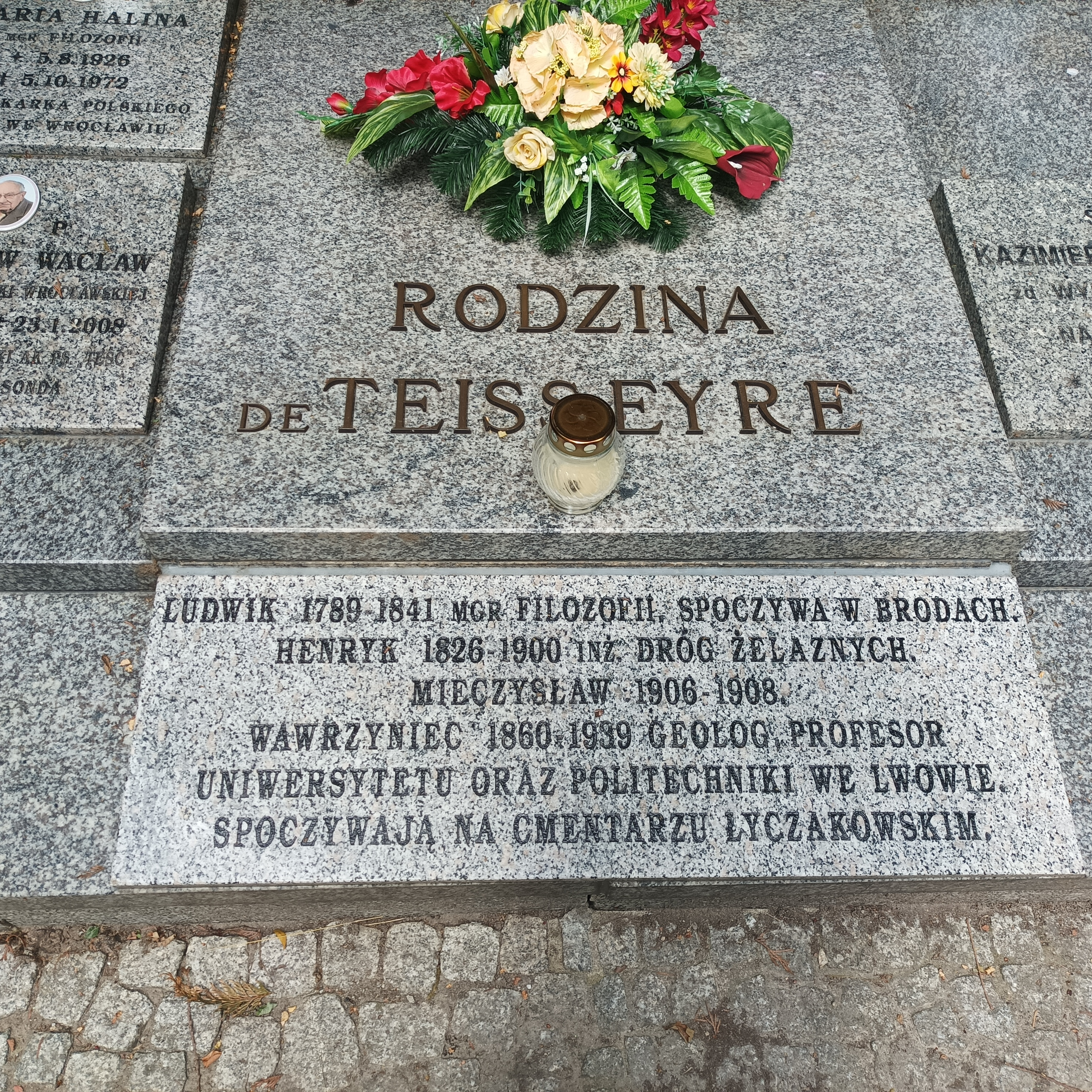
Napis pro memoria na grobie rodzinnym na Cmentarzu Grabiszyńskim we Wrocławiu

## Działalność naukowa
Do głównych osiągnięć W. Teisseyre’a jako pracownika Komisji Naftowej należały prace prowadzone w latach 1896–1910 nad rozpoznaniem i udostępnieniem największych znanych ówcześnie europejskich złóż ropy naftowej w Rumunii. Opublikował jednocześnie prace z zakresu paleontologii, tektoniki, kartografii oraz budowy geologicznej złóż naftowych. W części źródeł wymieniany jest jako współodkrywca złóż ropy naftowej w Rumunii.

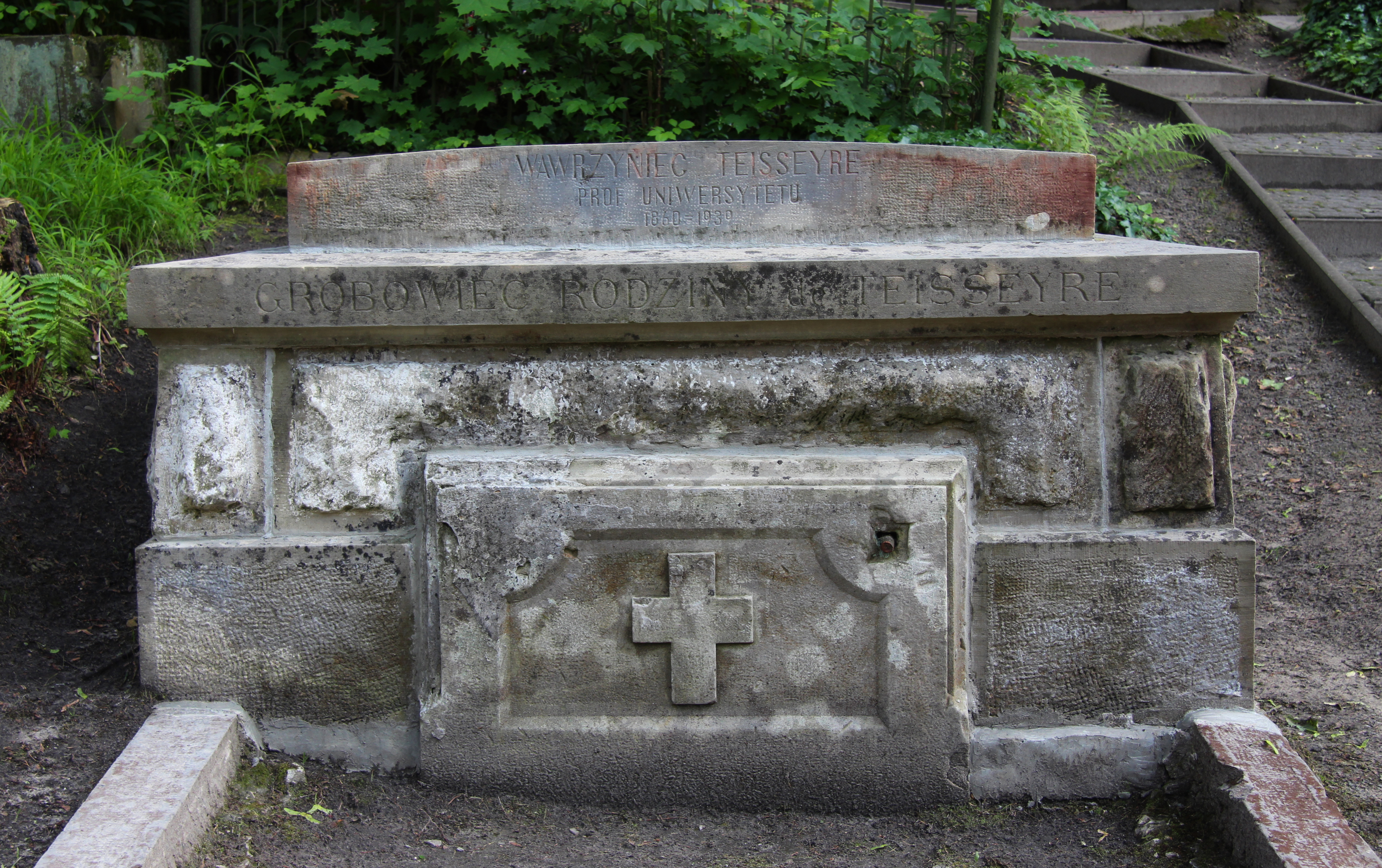
Grobowiec rodziny Teisseyre na cmentarzu Łyczakowskim we Lwowie

Oprócz tego w 1893 rozpoznał przebieg i charakter wielkiej strefy rozłamowej oddzielającej platformę wschodnioeuropejską od zachodnioeuropejskiej na odcinku Morze Czarne – Bałtyk. Po potwierdzeniu na początku XX wieku przez Tornquista, otrzymała nazwę strefy Teisseyre’a-Tornquista (w literaturze zachodniej często zapisywana odwrotnie lub z pominięciem polskiego odkrywcy). Jest uznawana za jeden z najważniejszych elementów tektonicznych Europy.
Po powrocie do kraju kontynuował badania Karpat i wydał serię publikacji na temat ich struktury geologicznej.

## Ordery i odznaczenia
- Krzyż Komandorski Orderu Odrodzenia Polski (7 listopada 1925)[10]
- Krzyż Oficerski Orderu Korony Rumuńskiej (Rumunia, 1910)[3]

## Publikacje
- 1887 – O budowie geologicznej okolicy Tarnopola i Zbaraża, O płaskorzeźbie Podola i jej historii geologicznej.
- 1891 – O blastoidach i cystoidach i ich znaczeniu naukowym.
- 1893 – Grzbiet Gołogórsko-Krzemieniecki jako zjawisko ortotektoniczne.
- 1894 – Ogólne stosunki kryształowe i genetyczne Wyżyny Wschodnio-Galicyjskiej.
- 1895 – O charakterze fauny kopalnej, miodobarów.
- 1895 – Sprawozdanie z badań geologicznych przedsiębranych z ramienia wydziału krajowego w okolicy Rohatynia, Przemyśla i Bólski-Mikołajowa.
- 1907 – O związku w budowie tektonicznej Karpat i ich przedmurza.
- 1912 – Atlas geologiczny Galicji.
- 1930 – Homologie podolsko-karpackie w zastosowaniu do badań geofizycznych na Przedgórzu[11].